# Apionichthys dumerili
Espèce
Statut de conservation UICN

 LC  : Préoccupation mineure
La sole queue longue (Apionichthys dumerili) est une espèce de poissons de la famille des Achiridae qui se rencontre dans l'Océan Atlantique occidental sud principalement au niveau de l'estuaire de l'Orénoque, de l'Amazone, du Corentyne et de l'Oyapock.
Cette espèce vit à des profondeurs comprises entre 1 et 10 m. Elle mesure en moyenne 11 cm.